# Alex Winter
Alexander Ross Winter (Londres, 17 de julio de 1965) es un actor y director de cine británico-estadounidense, reconocido principalmente por interpretar el papel de Bill Preston en la película de 1989 Bill & Ted's Excellent Adventure , en su secuela de 1991 Bill & Ted's Bogus Journey y la tercera entrega este 2020 Bill & Ted Face the Music. Interpretó el papel de Marko en la película de horror de 1987 The Lost Boys; dirigió y protagonizó la película de 1993 Freaked y dirigió una serie de documentales en la década de 2010.

## Filmografía

### Como director
- Freaked (1993)
- Fever (1999)
- Ben 10: Race Against Time (2007)
- Ben 10: Alien Swarm (2009)
- Downloaded (2012)
- Smosh: The Movie (2015)
- Deep Web: The Untold Story of Bitcoin and the Silk Road (2015)

### Como actor

#### Cine
- Death Wish 3 (1985)
- Medium Rare (1987)
- The Lost Boys (1987)
- Haunted Summer (1988)
- Bill & Ted's Excellent Adventure (1989)
- Rosalie Goes Shopping (1989)
- Bill & Ted's Bogus Journey (1991)
- Freaked: La disparatada parada de los monstruos (1993)
- The Borrowers (1997)
- Grand Piano (2014)
- Bill & Ted Face the Music (2020)